# بولیوار (بایه دل کائوکا)
بولیوار (انگلیسی: Bolívar, Valle del Cauca) نام شهری در کشور کلمبیا است.